# Terres Rouges
Pour les articles homonymes, voir Terre Rouge.

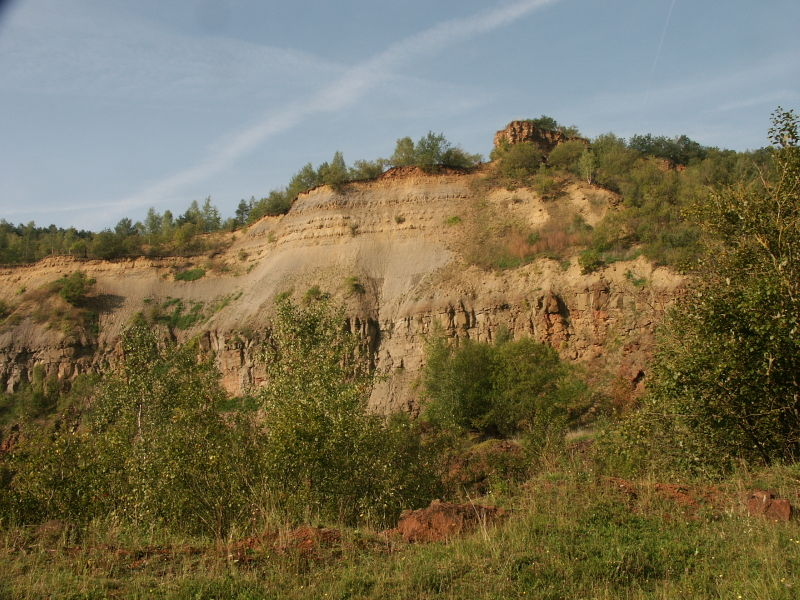
Front de taille d'une exploitation minière.

Les Terres Rouges, aussi pays de la Terre rouge (en luxembourgeois : Minett ou Minettsgéigend, en allemand : Land der roten Erde) constituent une région industrielle située dans le sud et le sud-ouest du Grand-Duché de Luxembourg.

## Géographie

### Situation
Les Terres Rouges correspondent approximativement à la partie sud du canton d'Esch-sur-Alzette. Elles jouxtent le tripoint Belgique-France-Luxembourg, délimitant les frontières avec la Belgique et avec la France. Ces régions partagent le même passé industriel, marqué par la métallurgie et la sidérurgie et dû à la richesse en fer des sols.
Elle correspond approximativement à la région Sud au sens des pôles urbains du Luxembourg.

### Géologie
Géologiquement, les Terres Rouges sont sédimentaires ; on y trouve pour la plupart des grès et des conglomérats, formés lors de l'époque du Jurassique moyen.

## Industrie

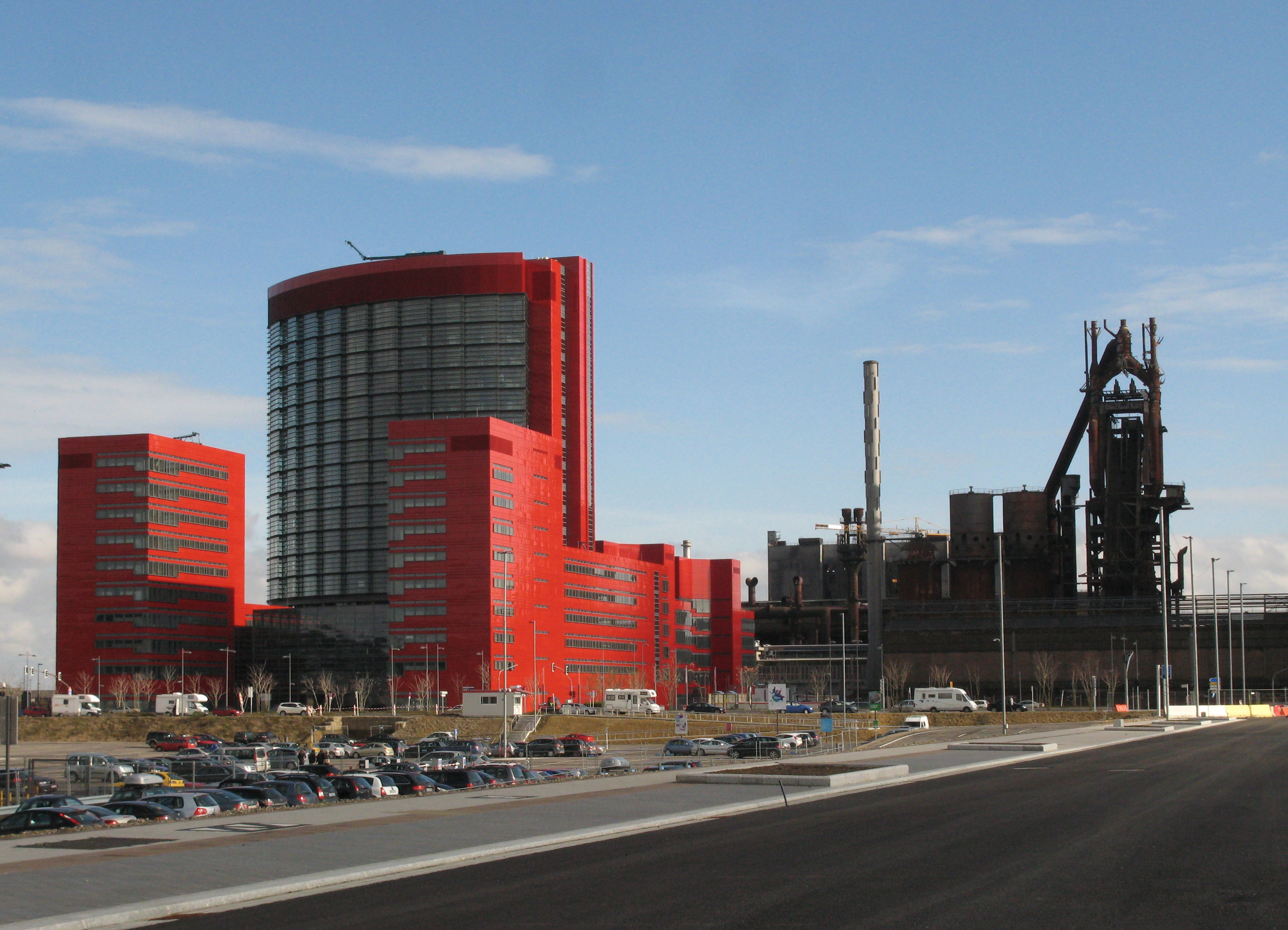
Le projet d'Esch-Belval est un bel exemple de la reconversion depuis la sidérurgie vers une économie plus rentable, comme le secteur tertiaire.

Considérée comme l'une des régions les plus prodigieuses en matière de production de fer en Europe de l'Ouest, les Terres Rouges ont développé une industrie sidérurgique locale florissante au cours du XIXe siècle qui s'est maintenant essoufflée malgré quelques usines toujours en activité comme celles d'ArcelorMittal, le premier producteur d'acier au monde. Le fer n'y est toutefois plus extrait depuis les années 1970. Après le déclin industriel de ces dernières années, les Terres Rouges ont diversifié leur production dans les matériaux de construction, d'ingénierie, de produits chimiques. Il y a également toute une reconversion en cours pour passer de l'industrie lourde à des modèles économiques plus rentables, comme le secteur tertiaire. Un bel exemple de cette reconversion est le projet d'Esch-Belval, à Esch-sur-Alzette.

## Population
La région est la plus densément peuplée du Grand-Duché de Luxembourg, avec plusieurs « grandes » villes, dont Differdange, Dudelange, Esch-sur-Alzette, Pétange et Schifflange, qui ont toutes une population de plus de 10 000 habitants. La plus grande d'entre elles est Esch-sur-Alzette, qui avec 37 000 habitants est la deuxième ville du pays derrière Luxembourg-ville.